# 미타 마오
미타 마오(三田 麻央,みた まお, 1995년 9월 9일 ~ )는 일본 여성 아이돌 그룹 전 NMB48 팀N의 멤버이다.

## 개요
- 전 NMB48 팀N 멤버.
- 2012년 1월 26일부터 팀M이 결성되어, 정식 멤버로 승격.
- 2019년 2월 18일, NMB48 극장에서 행해진 졸업 공연을 하였다. 동년 2월 24일에 NMB48 활동 종료.